# Taunusstein

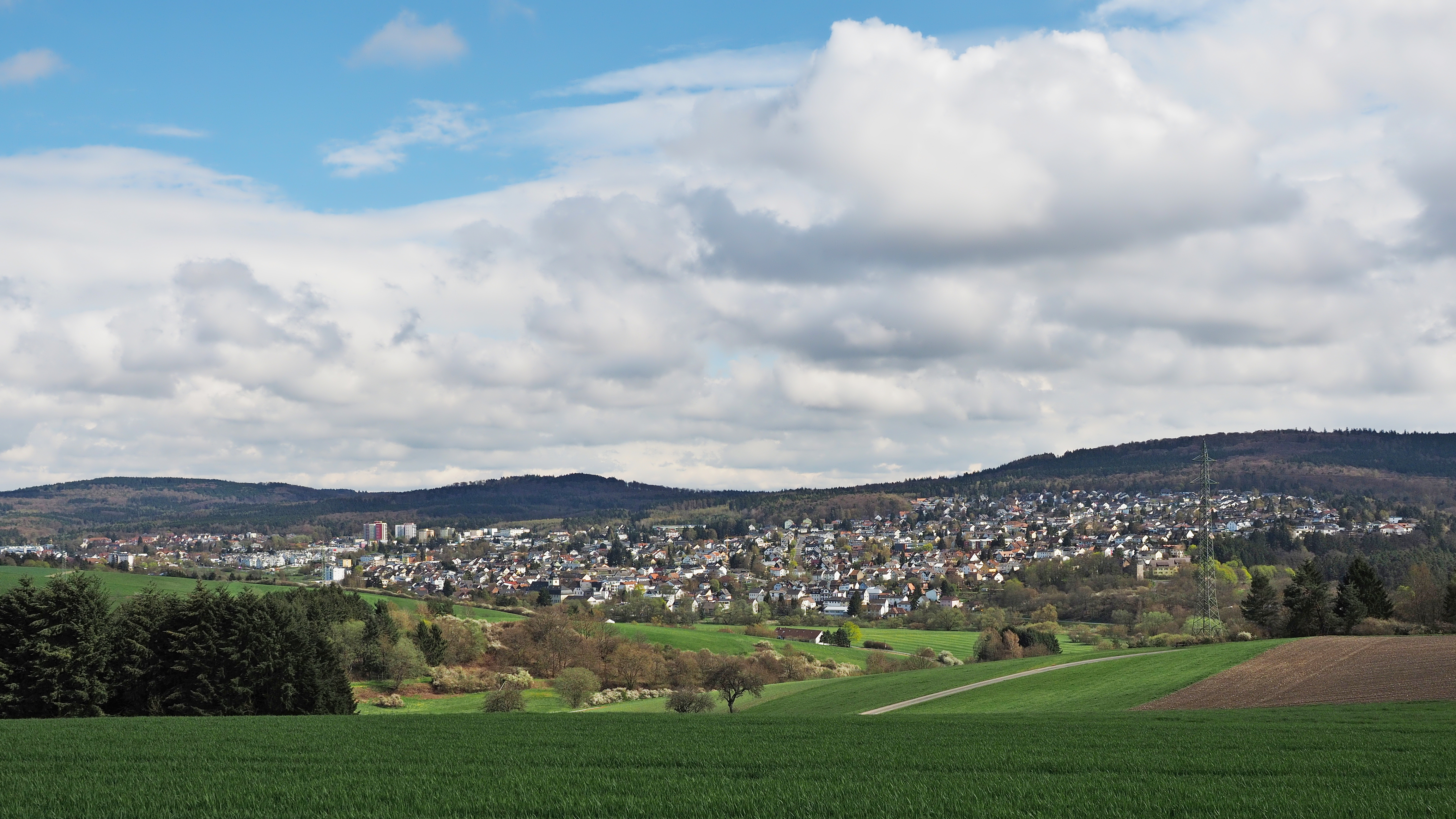
Blick von Nordwest auf die beiden Stadtteile Hahn und Bleidenstadt

Taunusstein ist mit etwa 31.000 Einwohnern und zehn Stadtteilen die größte Stadt im südhessischen Rheingau-Taunus-Kreis, neun Kilometer nordwestlich der Landeshauptstadt Wiesbaden. Der Sitz der Stadtverwaltung liegt im Stadtteil Hahn.

## Geografie

### Nachbargemeinden
| Hohenstein     | Hünstetten                                  | Idstein       |
| Bad Schwalbach | Kompassrose, die auf Nachbargemeinden zeigt | Niedernhausen |
| Schlangenbad   | Wiesbaden                                   |               |

### Gliederung
Taunusstein besteht aus zehn Stadtteilen:
| Stadtteil     | Einwohner Stand März 2025 |
| ------------- | ------------------------- |
| Bleidenstadt  | 8092                      |
| Hahn          | 7729                      |
| Wehen         | 7300                      |
| Neuhof        | 3659                      |
| Seitzenhahn   | 1291                      |
| Orlen         | 1184                      |
| Wingsbach     | 755                       |
| Niederlibbach | 522                       |
| Hambach       | 396                       |
| Watzhahn      | 271                       |
| Gesamt        | 31.199                    |

## Geschichte

### Gemeindebildung

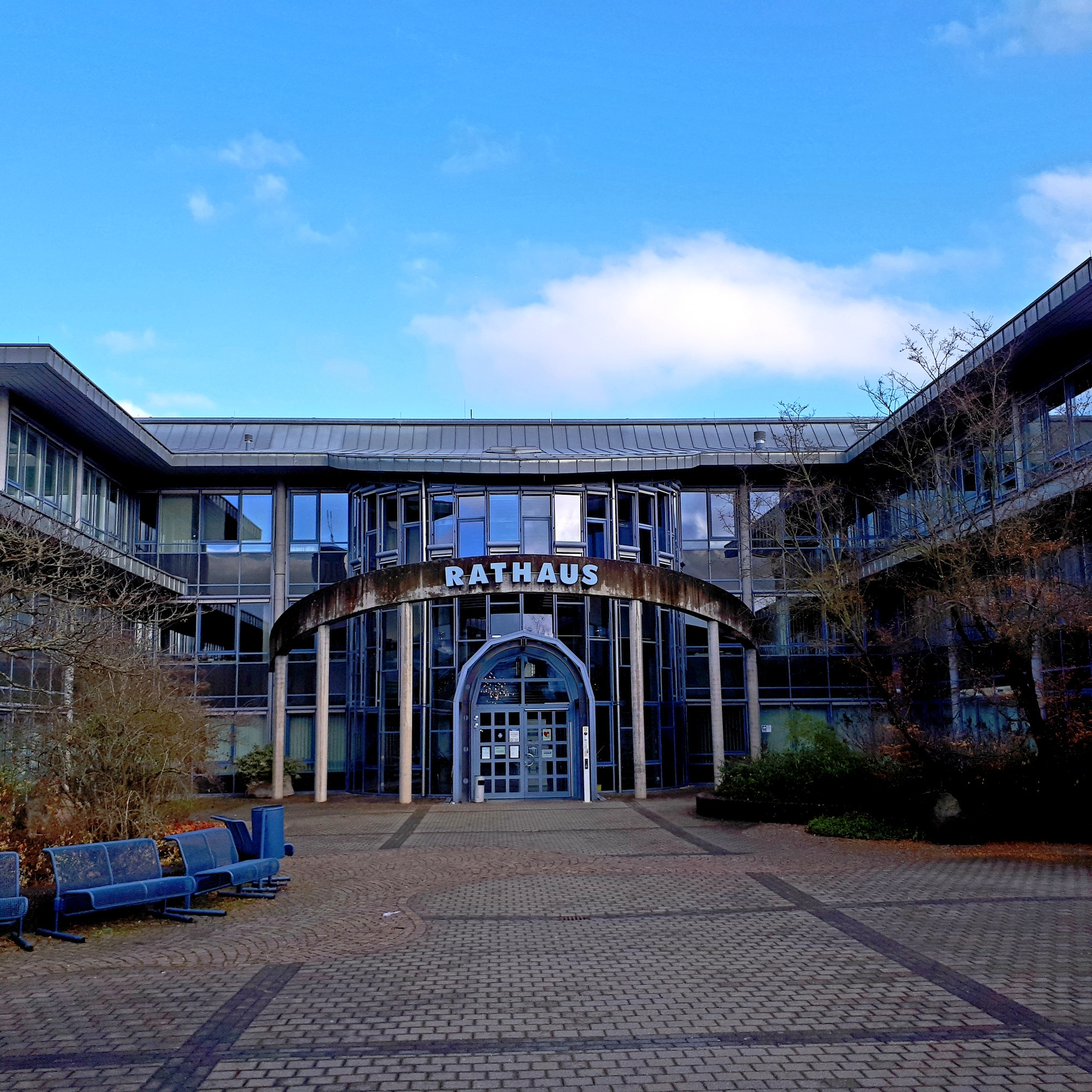
Das 1998 fertiggestellte Taunussteiner Rathaus

Die Stadt Taunusstein entstand im Zuge der Gebietsreform in Hessen am 1. Oktober 1971 durch den freiwilligen Zusammenschluss der bis dahin selbständigen Gemeinden Bleidenstadt, Hahn, Neuhof, Seitzenhahn, Watzhahn und Wehen. Mit dem Zusammenschluss wurden Taunusstein die Stadtrechte verliehen. Am 1. Juli 1972 wurden die Gemeinden Hambach, Niederlibbach, Orlen und Wingsbach in die Stadt Taunusstein auf freiwilliger Basis eingegliedert. Für alle nach Taunusstein eingegliederten Gemeinden wurden Ortsbezirke mit Ortsbeirat und Ortsvorsteher gebildet.
Im Jahre 1991 wurde im Ortsteil Hahn der nach dem langjährigen Taunussteiner Bürgermeister benannte Dr.-Peter-Nikolaus-Platz eingeweiht. Er ist umgeben vom Bürgerhaus „Taunus“, dem katholischen Kirchenzentrum St. Johannes Nepomuk sowie dem neuen Rathaus und bildet mit der Bündelung dieser öffentlichen Funktionen das neue Stadtzentrum. Das Bürgerhaus „Taunus“ wurde 1989 eröffnet, das Kirchenzentrum 1991, beide entworfen von dem Hamburger Architekten Bernhard Hirche, von dem auch das städtebauliche Konzept für die neue Ortsmitte stammt. Das von dem Hohensteiner Architekten Armin Bielak entworfene Rathaus konnte dagegen erst 1998 eingeweiht werden.

### Bevölkerung

#### Einwohnerstruktur 2011
Nach den Erhebungen des Zensus 2011 lebten am Stichtag, dem 9. Mai 2011, in Taunusstein 28.365 Einwohner. Darunter waren 2077 (7,3 %) Ausländer, von denen 671 aus dem EU-Ausland, 923 aus anderen europäischen Ländern und 483 aus anderen Staaten kamen. Von den deutschen Einwohnern hatten 13,1 % einen Migrationshintergrund. Die Einwohner lebten in 12.775 Haushalten. Davon waren 4218 Singlehaushalte, 4015 Paare ohne Kinder und 3505 Paare mit Kindern, sowie 817 Alleinerziehende und 220 Wohngemeinschaften.

#### Einwohnerentwicklung
| Taunusstein: Einwohnerzahlen von 1973 bis 2020                                       | Taunusstein: Einwohnerzahlen von 1973 bis 2020 | Taunusstein: Einwohnerzahlen von 1973 bis 2020 | Taunusstein: Einwohnerzahlen von 1973 bis 2020 | Taunusstein: Einwohnerzahlen von 1973 bis 2020 |
| ------------------------------------------------------------------------------------ | ---------------------------------------------- | ---------------------------------------------- | ---------------------------------------------- | ---------------------------------------------- |
| Jahr                                                                                 |                                                |                                                |                                                | Einwohner                                      |
| 1973                                                                                 | 1973                                           |                                                | 21.916                                         | 21.916                                         |
| 1975                                                                                 | 1975                                           |                                                | 23.582                                         | 23.582                                         |
| 1980                                                                                 | 1980                                           |                                                | 25.659                                         | 25.659                                         |
| 1985                                                                                 | 1985                                           |                                                | 25.979                                         | 25.979                                         |
| 1990                                                                                 | 1990                                           |                                                | 26.977                                         | 26.977                                         |
| 1995                                                                                 | 1995                                           |                                                | 28.072                                         | 28.072                                         |
| 2000                                                                                 | 2000                                           |                                                | 28.745                                         | 28.745                                         |
| 2005                                                                                 | 2005                                           |                                                | 29.322                                         | 29.322                                         |
| 2010                                                                                 | 2010                                           |                                                | 28.963                                         | 28.963                                         |
| 2011                                                                                 | 2011                                           |                                                | 28.365                                         | 28.365                                         |
| 2015                                                                                 | 2015                                           |                                                | 29.063                                         | 29.063                                         |
| 2020                                                                                 | 2020                                           |                                                | 30.464                                         | 30.464                                         |
| Quellen: Hessisches Statistisches Informationssystem; Stadt Taunusstein; Zensus 2011 |                                                |                                                |                                                |                                                |

#### Religion
Religionsgemeinschaften
- Evangelische und katholische Kirchen in fast allen Stadtteilen
- Foursquare Deutschland, eine Freikirche
- Bahai-Gemeinde in Hahn
- Neuapostolische Kirche in Neuhof[12]
- Königreichssaal der Zeugen Jehovas in Neuhof
- Ditib-Kadir-Moschee in Hahn[13]
- Bis 1939 gab es in Wehen eine Synagoge der jüdischen Kultusgemeinde[14]

Daten zur Religionszugehörigkeit
| • 1987: | 13.016 evangelische (= 50,53 %), 7652 katholische (= 29,70 %), 5093 sonstige (= 19,77 %) Einwohner   |
| • 2011: | 10.600 evangelische (= 37,37 %), 6570 katholische (= 23,16 %), 10.600 sonstige (= 37,37 %) Einwohner |

## Politik

### Stadtverordnetenversammlung
Die Stadtverordnetenversammlung ist das oberste Organ der Stadt. Ihre politische Zusammensetzung wird alle fünf Jahre in der Kommunalwahl durch die Wahlbevölkerung der Stadt bestimmt. Die Kommunalwahl am 14. März 2021 lieferte folgendes Ergebnis, in Vergleich gesetzt zu früheren Kommunalwahlen:
| Parteien und Wählergemeinschaften | Parteien und Wählergemeinschaften           | 2021     | 2021   | 2016     | 2016   | 2011     | 2011   | 2006     | 2006   | 2001     | 2001   | 1997     | 1997   |
| Parteien und Wählergemeinschaften | Parteien und Wählergemeinschaften           | Anteil a | Sitze  | Anteil a | Sitze  | Anteil a | Sitze  | Anteil a | Sitze  | Anteil a | Sitze  | Anteil a | Sitze  |
| --------------------------------- | ------------------------------------------- | -------- | ------ | -------- | ------ | -------- | ------ | -------- | ------ | -------- | ------ | -------- | ------ |
| CDU                               | Christlich Demokratische Union Deutschlands | 36,0     | 16     | 39,9     | 18     | 35,1     | 16     | 40,7     | 18     | 37,1     | 17     | 28,5     | 13     |
| SPD                               | Sozialdemokratische Partei Deutschlands     | 21,1     | 10     | 22,7     | 10     | 30,3     | 14     | 30,2     | 14     | 37,2     | 17     | 36,9     | 17     |
| Grüne                             | Bündnis 90/Die Grünen                       | 18,0     | 8      | 12,0     | 5      | 21,1     | 9      | 14,4     | 6      | 10,8     | 5      | 11,5     | 5      |
| FWG                               | Freie Wählergemeinschaft Taunusstein        | 10,0     | 5      | 15,3     | 7      | 7,5      | 3      | 8,7      | 4      | 7,7      | 3      | 10,2     | 5      |
| FDP                               | Freie Demokratische Partei                  | 7,6      | 3      | 10,1     | 5      | 6,0      | 3      | 6,1      | 3      | 7,2      | 3      | 5,2      | 2      |
| AfD                               | Alternative für Deutschland                 | 7,3      | 3      | –        | –      | –        | –      | –        | –      | –        | –      | –        | –      |
| REP                               | Die Republikaner                            | –        | –      | –        | –      | –        | –      | –        | –      | –        | –      | 7,7      | 3      |
| Anteil ungültiger Stimmen         | Anteil ungültiger Stimmen                   | 2,8 %    | –      | 3,5 %    | –      | 3,7 %    | –      | 3,4 %    | –      | 2,7 %    | –      | 2,9 %    | –      |
| Gesamtzahl Sitze                  | Gesamtzahl Sitze                            | 45       | 45     | 45       | 45     | 45       | 45     | 45       | 45     | 45       | 45     | 45       | 45     |
| Wahlbeteiligung in %              | Wahlbeteiligung in %                        | 52,9 %   | 52,9 % | 50,4 %   | 50,4 % | 48,9 %   | 48,9 % | 46,3 %   | 46,3 % | 51,2 %   | 51,2 % | 62,1 %   | 62,1 % |

- SPD: 10
- Grüne: 8
- FDP: 3
- FWG: 5
- CDU: 16
- AfD: 3

Es waren 45 Stadtverordnete sowie die Ortsbeiräte der Stadt für die Legislaturperiode vom 1. April 2021 bis 31. März 2026 zu wählen. Von 22.707 Wahlberechtigten gingen 12.022 zur Wahl. Somit stieg die Wahlbeteiligung von 50,4 % im Jahr 2016 auf 52,9 % im Jahr 2021.

### Bürgermeister
Nach der hessischen Kommunalverfassung wird der Bürgermeister für eine sechsjährige Amtszeit gewählt, seit dem Jahr 1993 in einer Direktwahl. Er ist Vorsitzender des Magistrats, dem in der Stadt Taunusstein neben dem Bürgermeister ehrenamtlich ein Erster Stadtrat und neun weitere Stadträte angehören. Bürgermeister ist seit dem 1. Februar 2024 Joachim Reimann (CDU), der bis dahin Bürgermeister von Niedernhausen war. Sein Amtsvorgänger Sandro Zehner (CDU) wechselte in seiner zweiten Amtszeit am 5. Juli 2023 als Landrat zum Rheingau-Taunus-Kreis. Danach leitete der Erste Stadtrat Peter Lachmuth die Stadtverwaltung kommissarisch und die Wahl des Bürgermeisters musste vorgezogen werden. Joachim Reimann erhielt am 8. Oktober 2023 im ersten Wahlgang bei 63,1 Prozent Wahlbeteiligung 59,41 Prozent der Stimmen.
Amtszeiten der Bürgermeister
- 2024–2030 Joachim Reimann (CDU)[22]
- 2014–2023 Sandro Zehner (CDU)[26]
- 2002–2014 Michael Hofnagel (CDU)
- 1990–2002 Gerhard Hofmann (SPD) (1941–2020)[27]
- 1978–1990 Peter Nikolaus (CDU) (1943–1990)[28]
- 1972–1978 Arthur Fuhr (SPD) (1923–2010)[29]

### Finanzen
Die Schulden der Stadt Taunusstein lagen zum 31. Dezember 2012 bei 75.664.097 Euro. Dies entsprach 2669 Euro je Einwohner. Als eine der ersten Kommunen in Deutschland hat Taunusstein für den Bereich der städtischen Finanzen freiwillig eine sogenannte Nachhaltigkeitssatzung eingeführt, über die die Stadt anstrebt, finanzielle Belastungen künftiger Generationen zu verhindern und die Verschuldung abzubauen.

### Wappen
Das Stadtwappen zeigt auf blauem Hintergrund einen goldenen Löwen, der in seinen Pranken einen Schild mit rotem Kreuz auf silbernem Grund trägt. Mit dem goldenen Löwen erinnert das Wappen an die jahrhundertelange Herrschaft der Grafen und Fürsten von Nassau und nimmt zugleich die Tradition der Wappen des nassauischen Amtssitzes Wehen und der Gemeinden Hahn und Seitzenhahn auf, die sämtlich einen goldenen Löwen oder Löwenkopf führten. Das Kreuz ist Attribut des heiligen Ferrutius, des Schutzpatrons des Klosters Bleidenstadt. Dieses Kloster wurde schon im 8. Jahrhundert gegründet und hat in jahrhundertelangem Wirken große Verdienste um Christentum und Kultur im Raum an der oberen Aar erworben. Die ehemalige Gemeinde Bleidenstadt hat dieses Kreuz bereits früher in ihrem Wappen geführt.
Die amtliche Blasonierung lautet: „In blau ein rotbewehrter goldener Löwe, in seinen Pranken ein silberner Schild mit durchgehendem roten Kreuz.“

### Städtepartnerschaften

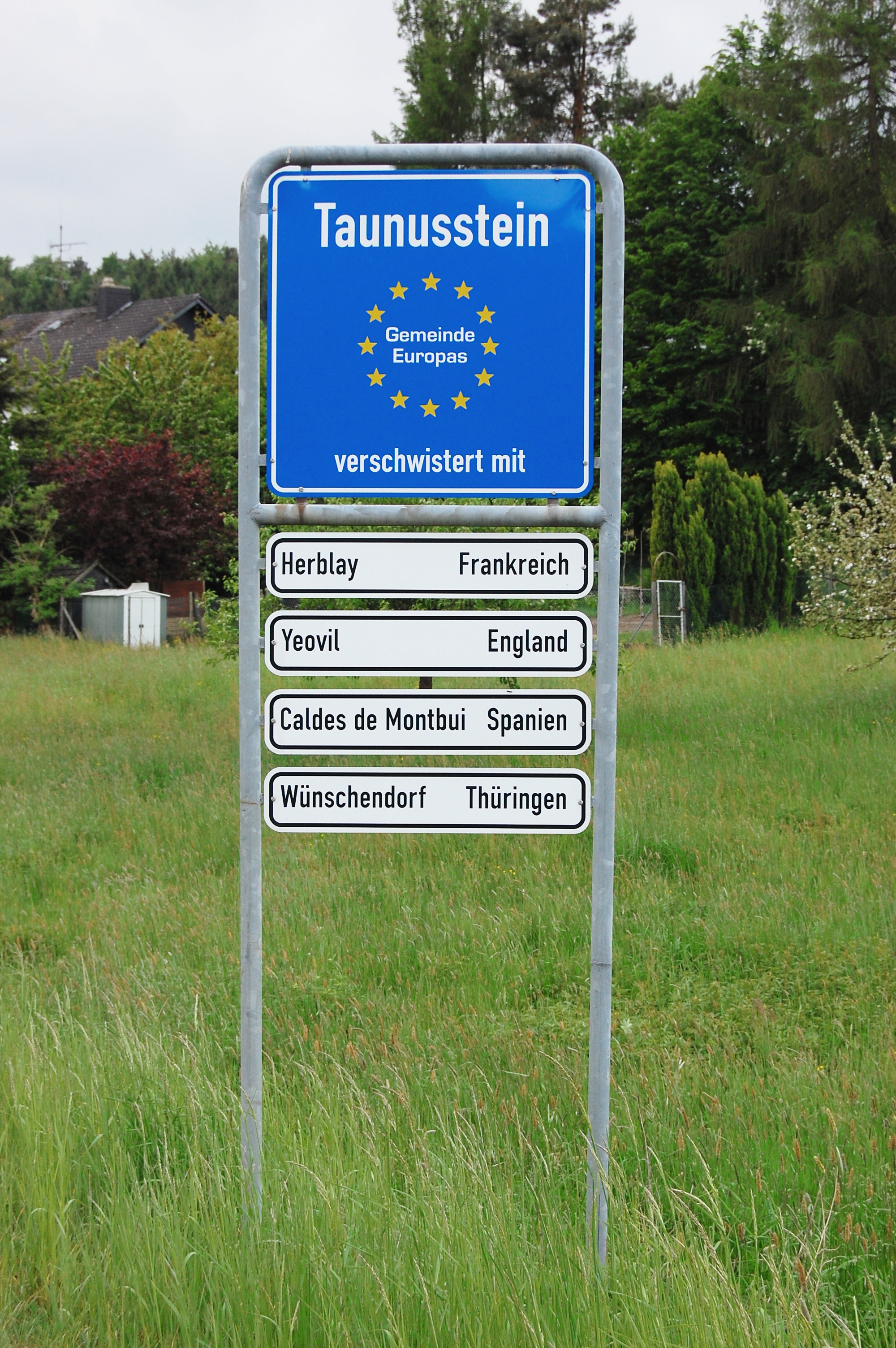
Schild in Wingsbach, aufgenommen 2008

Taunusstein unterhält partnerschaftliche Beziehungen zu:
- Herblay-sur-Seine, Frankreich (seit 1973)
- Yeovil, Vereinigtes Königreich (seit 1987)
- Caldes de Montbui, Spanien (seit 1989)
- Wünschendorf/Elster, Thüringen (seit 1991)
- Toro, Italien (seit 2016)
- Merkwiller-Pechelbronn, Frankreich (seit 2022)

## Wirtschaft und Infrastruktur

### Verkehr

#### Bahn
Der Bahnhof Hahn-Wehen sowie der Haltepunkt Bleidenstadt liegen an der Strecke der seit 1983 nicht betriebenen Aartalbahn. Bis 2008 wurde die Strecke von der Nassauischen Touristik-Bahn befahren. Im Rahmen der eingestellten Projekte Stadtbahn Wiesbaden und Citybahn Wiesbaden war eine Schienennahverkehrsanbindung an die Landeshauptstadt vorgesehen.

#### Omnibusse
Der Busverkehr in Taunusstein wird zum großen Teil von der Rheingau-Taunus-Verkehrsgesellschaft geplant und in Auftrag gegeben. Jedoch berühren auch direkt vom Rhein-Main-Verkehrsverbund vergebene Linien die Stadt.
In Taunusstein gibt es zwei Umstiegsknoten im Integralen Taktfahrplan, Hahn Busbahnhof und Neuhof Mitte. Von beiden Knoten dauert eine Fahrt zum Hauptbahnhof Wiesbaden etwa 25 Minuten.
Weitere Linien fahren vom Hahner Busbahnhof in Richtung Hohenstein und Aarbergen, Bad Schwalbach sowie zu den Taunussteiner Stadtteilen Seitzenhahn und Watzhahn. Von Neuhof Mitte aus bestehen Anschlüsse in Richtung Idstein, Niedernhausen, Orlen sowie zur Schnellbuslinie zwischen Limburg an der Lahn und Wiesbaden. Zwischen den beiden Umstiegspunkten verkehren mehrere Buslinien, die je nach Fahrstrecke zehn bis zwanzig Minuten für die Strecke benötigen.
Seit August 2021 gibt es das On-Demand-Shuttle EMIL (kurz für elektrisch mobil). Statt nach festem Fahrplan ist EMIL einfach über eine von Ioki entwickelte App buchbar.

#### Straßenverkehr

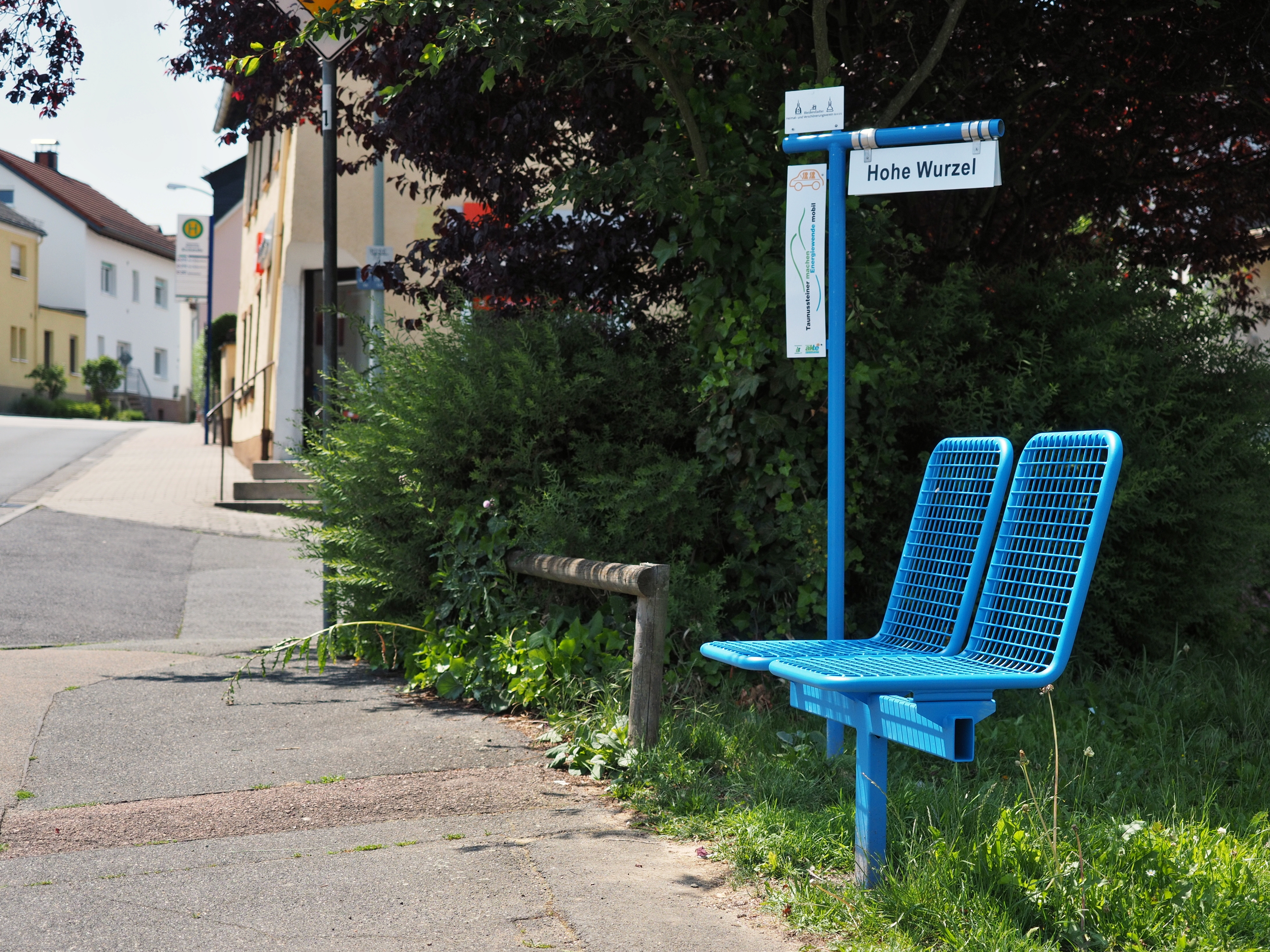
Mitfahrbank in Bleidenstadt

Das Stadtgebiet wird von der B 275 der Länge nach durchquert. Verbindungen nach Wiesbaden werden durch die B 417 von Neuhof/Wehen über die Platte und die B 54 von Hahn über die Eiserne Hand hergestellt. Der nächstgelegene Autobahnanschluss ist die Anschlussstelle Idstein der A 3, zwölf Kilometer vom Stadtteil Hahn entfernt.
Taunusstein zählt zu den Gemeinden, in denen zur Verbesserung der Mobilität von Personen ohne Auto wie Ältere, Jugendliche als Ergänzung zum öffentlichen Personennahverkehr einige Mitfahrbänke aufgestellt wurden. Hierdurch werden beispielsweise zusätzliche, kostenlose Verbindungen von und nach Watzhahn und Bleidenstadt ermöglicht.

#### Luftverkehr
Der nächste internationale Verkehrsflughafen ist der Flughafen Frankfurt am Main in etwa 40 km Entfernung. Der nächste  Verkehrslandeplatz ist der Flugplatz Mainz-Finthen in 26 km Entfernung.

### Ansässige Unternehmen
- Brita GmbH Wasserfiltration in Neuhof
- Feinkost Dittmann in Neuhof
- SGS Institut Fresenius in Neuhof
- Omicron NanoTechnology in Neuhof
- Hessapp (Teil von FFG) in Hahn

### Bildung
In Taunusstein gibt es eine Reihe von Grund- und weiterführenden Schulen:

- Regenbogenschule – Grundschule in Bleidenstadt
- Silberbachschule – Grundschule in Wehen
- Sonnenschule – Grundschule in Neuhof
- Integrierte Gesamtschule „Obere Aar“ im Schulzentrum Hahn (mit Grundstufe)
- Gymnasium Taunusstein in Bleidenstadt
- Berufliche Schulen Untertaunus im Schulzentrum Hahn
- Obermayr Europa-Schule Taunusstein – Bilinguale Grundschule, Realschule und Gymnasium in Neuhof

### Sport
Taunusstein hat sieben Fußballvereine; überregional bekannt ist der 1926 gegründete SV Wehen, der seit 2007 als SV Wehen Wiesbaden im Profibereich spielt. Im selben Stadtteil ansässig ist der Mehrspartensportverein TV 1873 Wehen.

### Freizeit- und Sportanlagen
- Stadion am Halberg in Wehen, ehemaliges Heimstadion der 1. Mannschaft des SV Wehen
- Freibad in Hahn
- Silberbachhalle in Wehen
- Aartalhalle in Neuhof
- Bürgerhaus/Dorfgemeinschaftshaus in jedem Stadtteil
- Sportplätze in Bleidenstadt, Hahn, Neuhof, Orlen, Seitzenhahn, Wehen (alle Kunstrasenplätze)
- Sport- und Jugendzentrum in Bleidenstadt
- Fußballhalle in Bleidenstadt
- Bouleplätze in Orlen und Neuhof
- Bolzplätze in fast jedem Stadtteil

## Kultur und Sehenswürdigkeiten

### Museum

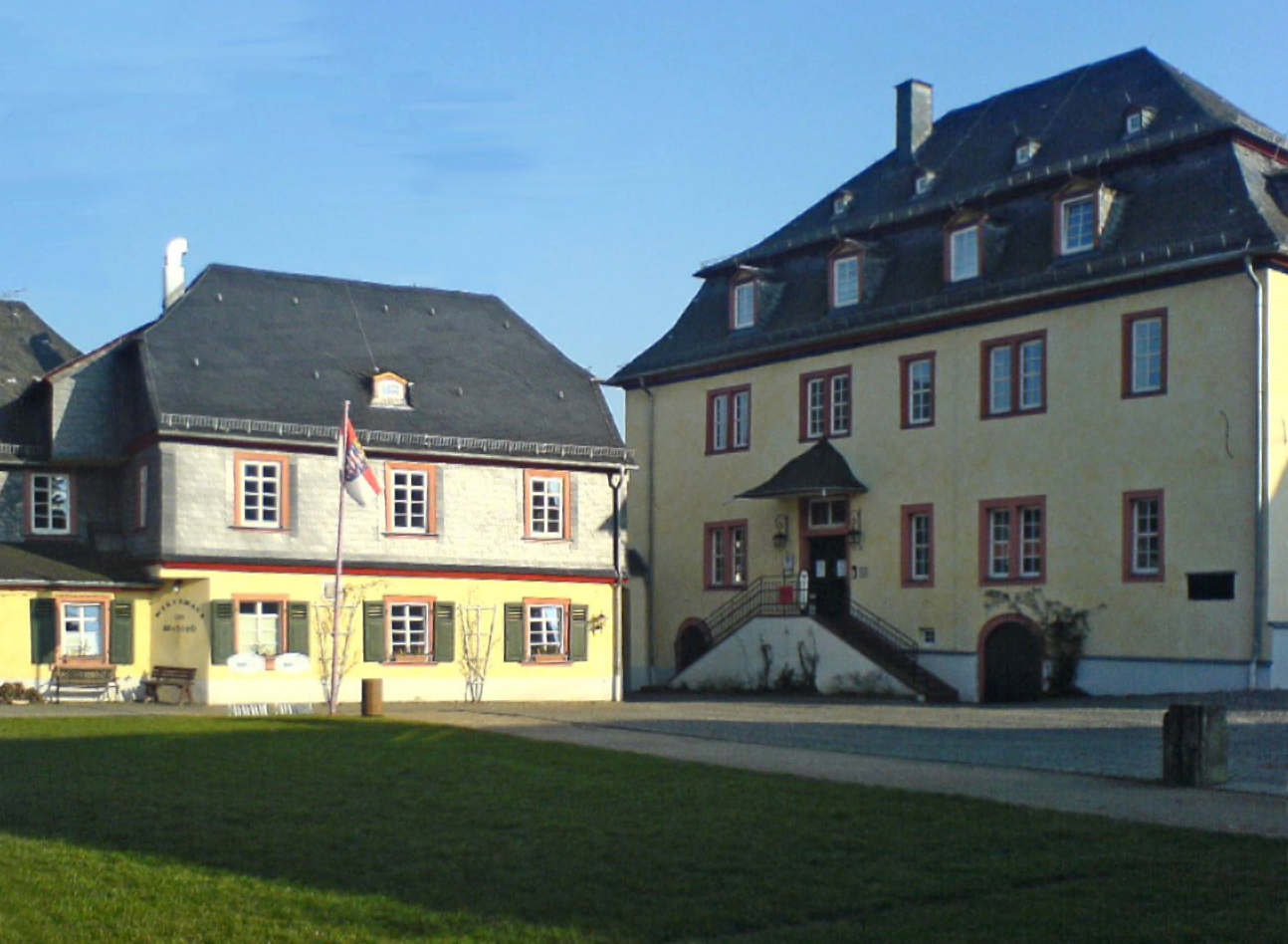
Das Wehener Schloss

1995 wurde das Museum der Stadt Taunusstein mit festen Räumen im Wehener Schloss eingerichtet. Als Themenschwerpunkte findet seitdem eine dauernde Ausstellung zur jüngeren Regionalgeschichte statt, die  auch über den Zustand Taunussteins im, vor und nach dem Zweiten Weltkrieg berichtet. Dabei handelt es sich überwiegend um die Darstellungen der Alltagskultur in der ersten Hälfte des 20. Jahrhunderts. Ein zweites und gleichberechtigtes Standbein bilden die Ausstellungen der Reihe „Kunst im Schloss“, mit denen der zeitgenössischen Kunst, nicht nur der engeren Region, ein Forum in Taunusstein geboten wird.

### Bauwerke
Wehener SchlossGenutzt unter anderem als Witwensitz und Jagdschloss. Dort befindet sich heute das Taunussteiner Museum.

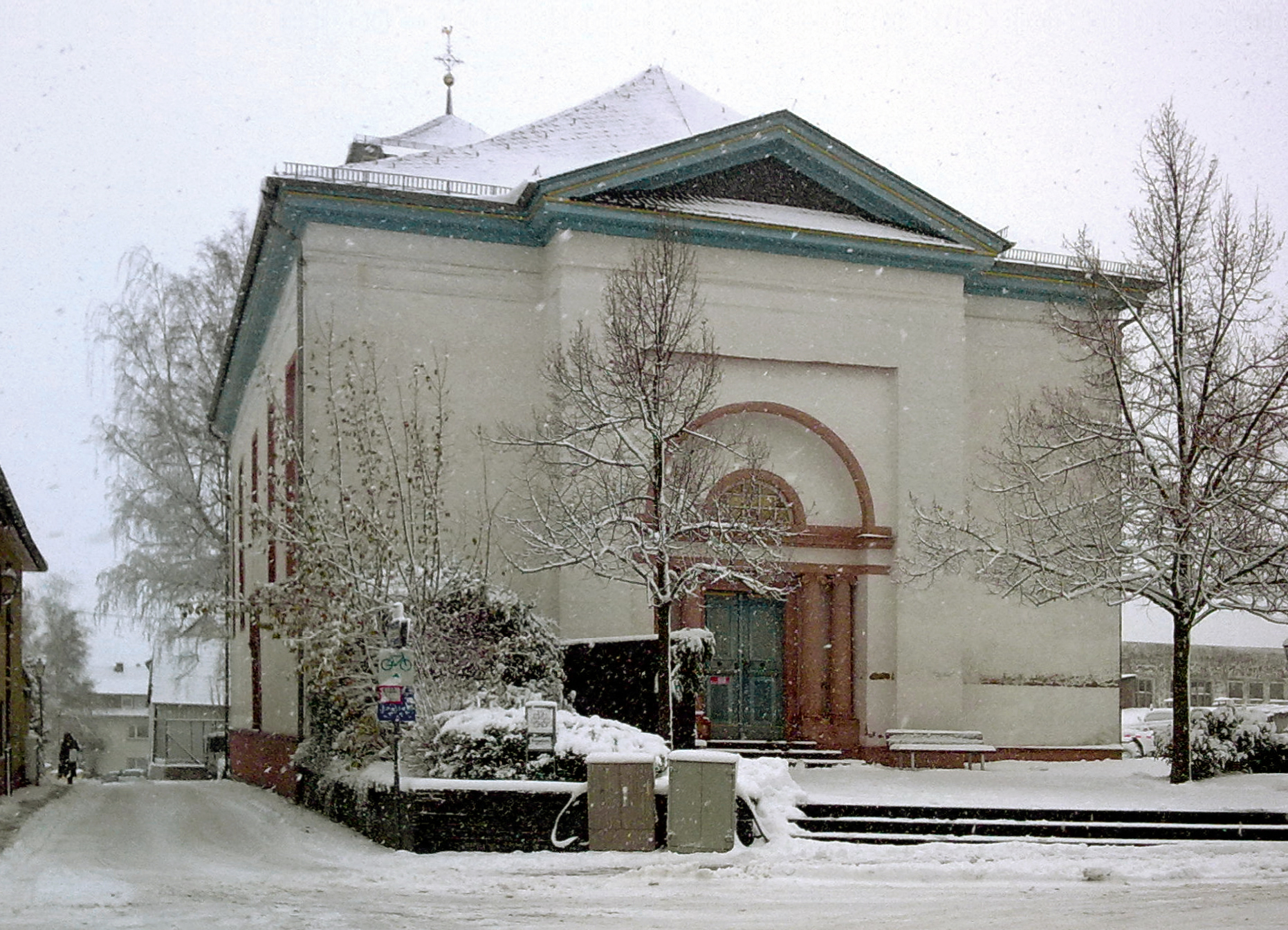
Ev. Kirche Wehen

Evangelische Kirche Wehen Die denkmalgeschützte Evangelische Kirche Wehen wurde 1810–1812 unter Verwendung von Steinen der alten Stadtbefestigung (Stadtmauer, Obertorturm) am Standort des früheren fürstlichen Jagdzeughauses nach Plänen des herzoglich nassauischen Baudirektors Carl Florian Goetz aus Wiesbaden erbaut. Die historische Voigt-Orgel der Ev. Kirche Wehen ist eine der wenigen original erhaltenen Instrumente des Wiesbadener Orgelbauers Heinrich Voigt. Im Oktober 1999 wurde sie restauriert und in den Originalzustand zurückgeführt.
Ehemalige Wehener SchuleErbaut um 1900, ein Bauwerk des Übergangs von der Gründerzeit zum Jugendstil.
Ehemaliges Kloster mit Kirche, Bleidenstadt(heute Pfarrkirche der kath. Pfarrei „St. Ferrutius“). Über dem Hauptportal der Kirche die Statue des heiligen Ferrutius (Schutzpatron) aus 1718, im Gebäude ein im Chor eingebauter Wandtabernakel aus Sandstein aus der Zeit der Hochgotik, ein Taufstein von 1696, eine spätbarocke Madonnenfigur und eine mit barockem Umbau versehene Orgel. Im Turm zwei Glocken von 1309 und 1411.
Evangelische Kirche St. Peter auf dem Berg, Bleidenstadt(ehemalige kath. Pfarrkirche, nach 1530 der neuen protestantischen Gemeinde als Kirche überlassen) mit dem ältesten Steindenkmal des Stadtteils, einer Grabplatte des 1363 verstorbenen Pfarrers Johannes von Spangenberg. Der Turm ist im unteren Teil romanischen Ursprungs. Ein dekoratives Rosenfenster mit Ornamenten aus Sandstein versehen befindet sich über dem Eingang im Osten.
Kastell Zugmantel, OrlenEin ehemaliges römisches Kohortenkastell an der westlichen Taunusstrecke des Obergermanischen Limes, der seit 2005 den Status des UNESCO-Weltkulturerbes besitzt. Das obertägig im Gelände noch sehr gut wahrnehmbare Bodendenkmal befindet sich in einem Waldrandgebiet von Taunusstein-Orlen im hessischen Rheingau-Taunus-Kreis.

### Regelmäßige Veranstaltungen
Insgesamt gibt es in Taunusstein sechs regelmäßig stattfindende Kirchweihfeste (Kerben): Die Bleischter Kerb, die Orlener Kerb, die Hahner Kerb, die Weher Kerb sowie die Wingsbacher Kerb und die Neuhofer Kerb.
Darüber hinaus gibt es noch den Orlener Markt und den Weher Markt, wobei es bei letzterem eine Tradition ist, dass die Wehner Firmen morgens mit ihren Angestellten zum Frühschoppen auf den Markt gehen. Ferner gibt es noch das Hahner Zentrumsfest. Außerdem gibt es vier Weihnachtsmärkte: Den Taunussteiner Weihnachtsmarkt, den Waldweihnachtsmarkt Hahn am Forsthaus Altenstein, den Wingsbacher Weihnachtsmarkt sowie seit 2004 den Weihnachtsmarkt in Orlen, dessen Einnahmen für einen guten Zweck gespendet werden.
Alle zwei Jahre in den geraden Jahren findet außerdem die TIGA (Taunussteiner Industrie- und Gewerbeausstellung) statt.

Geburtshaus von Emil Erlenmeyer im Stadtteil Wehen

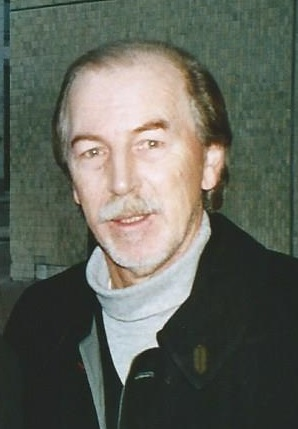
Der wohl berühmteste Bewohner Taunussteins war Jürgen Grabowski von Eintracht Frankfurt

## Persönlichkeiten

### In Taunusstein geboren
- Emil Erlenmeyer (1825–1909), Chemiker, geboren in Wehen
- Karl Körner (1832–1914), Landwirt, Beamter und Politiker, geboren in Wehen
- Wilhelm Seyberth (1849–1937), Richter und Parlamentarier, geboren in Wehen
- Carl Friedrich Emil von Ibell (1780–1834), Regierungspräsident von Nassau und Hessen-Homburg, geboren in Wehen
- Holger Back (* 1957), Segelflieger und Leistungssportler
- Miriam Hoff (* 1975), Fotomodell, Schönheitskönigin, Psychotherapeutin
- Tim Albutat (* 1992), Fußballspieler

### Mit Taunusstein verbunden
- Charlotte Christoff (* 1933), Schriftstellerin, lebt seit 2000 in Taunusstein.
- Wolfram Esser (1934–1993). Sportjournalist und Moderator, wohnte bis zu seinem Tod in Taunusstein
- Norbert Grundmann (1940–2009), Redakteur und Moderator beim ZDF, lebte in Taunusstein.
- Jürgen Grabowski (1944–2022), Fußballspieler bei Eintracht Frankfurt, Weltmeister 1974, wohnte und arbeitete nach seiner aktiven Laufbahn in Taunusstein.
- Peter Beck (* 1954), Komiker, und Kabarettist, lebt in Taunusstein.
- Brigitte Waldschmidt (* 1958), Designerin und Autorin, lebt in Taunusstein
- Peter Beuth (* 1967), Politiker (CDU), 1999–24 Landtagsabgeordneter, 2014–24 hessischer Innenminister, wuchs in Taunusstein auf und lebt seit 1991 wieder dort.
- Martin Rabanus (* 1971), Politiker (SPD), Bundestagsabgeordneter 2013 bis 2021, lebt in Taunusstein.
- Manuel Gava (* 1991), Politiker (SPD), Bundestagsabgeordneter seit 2021, wuchs in Taunusstein auf.